# Provincia di Niğde
La provincia di Niğde è una delle province della Turchia. 	

## Distretti

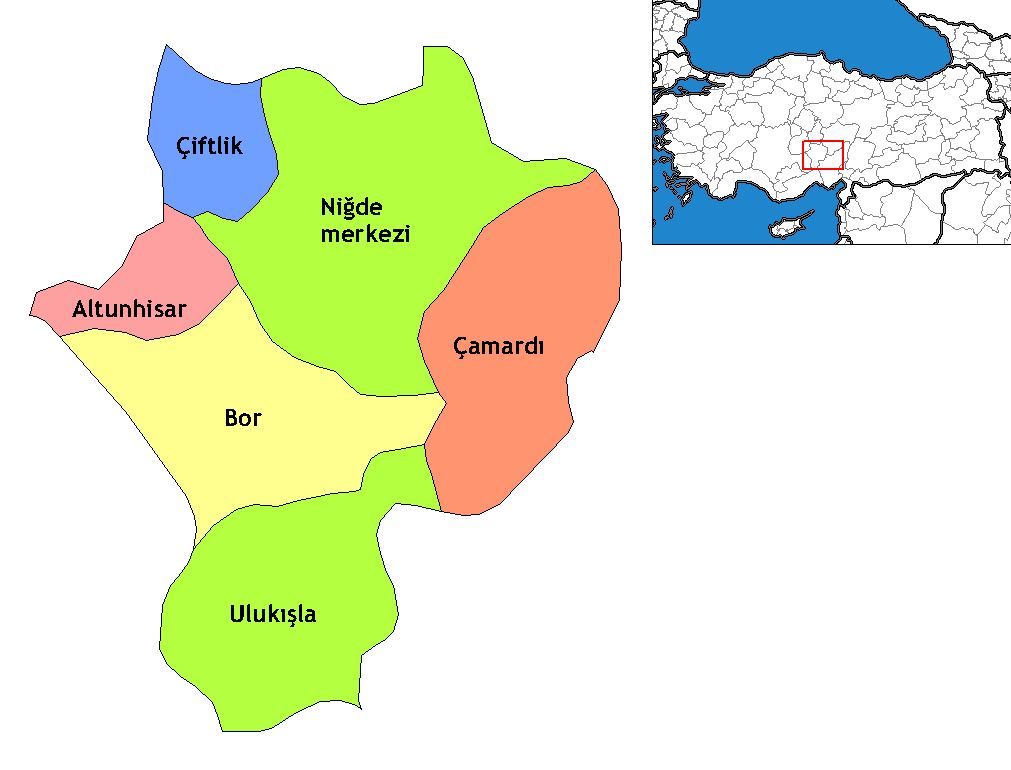
Distretti della provincia di Niğde

La provincia è divisa in sei distretti: 
- Altunhisar
- Bor
- Çamardı
- Çiftlik
- Niğde
- Ulukışla